# Xã Big Flat, Quận Baxter, Arkansas
Xã Big Flat (tiếng Anh: Big Flat Township) là một xã thuộc quận Baxter, tiểu bang Arkansas, Hoa Kỳ. Năm 2010, dân số của xã này là 198 người.